# Delina bicolor
Delina bicolor är en tvåvingeart som först beskrevs av Macquart 1835.  Delina bicolor ingår i släktet Delina och familjen kolvflugor. Inga underarter finns listade i Catalogue of Life.